# Giovanni D'Aleo
Giovanni D'Aleo (Palermo, 1º luglio 1959) è un ex maratoneta e mezzofondista italiano.

## Biografia
Nato nel 1959 a Palermo, è arrivato in nazionale nel 1983, a 24 anni, praticando inizialmente anche il mezzofondo e in particolare i 10000 metri piani, nei quali si è piazzato 4º, ai piedi del podio, con il tempo di 29'01"96, all'Universiade di Edmonton di quell'anno, dove ha conquistato invece la medaglia d'argento nella maratona, in 2h17'20", piazzandosi dietro al connazionale Alessio Faustini. 
A 24 anni ha partecipato ai Giochi olimpici di Los Angeles 1984, nella maratona, terminando 35º con il tempo di 2h20'12".
Ha chiuso la carriera nel 1987, a 28 anni.

## Palmarès
| Anno | Manifestazione  | Sede        | Evento   | Risultato | Prestazione | Note |
| ---- | --------------- | ----------- | -------- | --------- | ----------- | ---- |
| 1983 | Universiade     | Edmonton    | 10000 m  | 4º        | 29'01"96    |      |
| 1983 | Universiade     | Edmonton    | Maratona | Argento   | 2h17'20"    |      |
| 1984 | Giochi olimpici | Los Angeles | Maratona | 35º       | 2h20'12"    |      |

## Campionati nazionali
1981
- 6º ai campionati italiani di maratonina, 30 km - 1h36'53"

1982
- 8º ai campionati italiani di maratonina, 30 km - 1h36'17"

1984
- Argento ai campionati italiani di maratona - 2h15'07"

## Altre competizioni internazionali
1981
- 12º alla Maratona di Pechino ( Pechino) - 2h21'16"

1984
- Argento alla Milano Marathon ( Milano) - 2h15'07"